# Radosław Kleczyński
Radosław Kleczyński (ur. 1966) – polski scenarzysta komiksów, pisarz. Twórca postaci i scenarzysta Kica Przystojniaka (seria komiksów, rysunki Sławomir Jezierski), Diezla (seria komiksów W rytmie Diezla, rysunki Olaf Ciszak) i Vandala. Jako scenarzysta współpracuje m.in. z Przemysławem Truścińskim. Publikował m.in. w Super Boom!, AQQ, Świecie Komiksu, Czasie komiksu, Arenie komiks, Antologii Komiksu Polskiego, Komiks Forum, Krakersie, Kelvinie i Celsjuszu, Dzienniku Bałtyckim, Fenixie i Nowej Fantastyce.